# Ferrovia Roma-Fiuggi-Alatri-Frosinone
La ferrovia Roma-Fiuggi-Alatri-Frosinone è una ferrovia italiana a scartamento ridotto che originariamente collegava Roma a Frosinone via Fiuggi e Alatri per una lunghezza complessiva di 137 km.
A seguito di progressive dismissioni, dal 1986 è attiva solo la porzione interna al comune di Roma, compresa tra Laziali e Pantano (18,2 km), che dal 2008 ha assunto due forme diverse:
- il tratto tra Laziali e Giardinetti (9,2 km) costituisce la ferrovia Roma-Giardinetti;[1]
- il tratto tra Giardinetti e Pantano (9 km) è stato invece convertito nel primo tratto della linea C della metropolitana, inaugurato nel 2014.

## Storia
Il progetto, redatto dall'ingegnere Antonino Clementi, che operava per conto di una delle società belghe che lavoravano in Italia ad inizio del secolo, prevedeva una linea ferroviaria a scartamento ridotto che unisse Roma a Fiuggi e a Frosinone. Venne presentato nel marzo 1907 al Consiglio Superiore dei Lavori Pubblici, dove ottenne parere favorevole, e venne approvato con Regio Decreto n. 946 del 20 novembre 1910; la sua concessione venne data alla Società per le Ferrovie Vicinali (SFV). Per vari motivi l'inizio del lavori fu ritardato, così nel 1913 ebbero inizio i lavori e il 12 giugno 1916 il tronco da Roma a Genazzano, di 47,5 km, venne aperto all'esercizio, insieme ad una diramazione di 15 km da San Cesareo a Frascati passante per Monte Compatri e Monte Porzio Catone. Il capolinea a Roma fu fissato a fianco della stazione Termini, lato via Cavour. Il servizio, con due classi (prima e terza), iniziò con quattro coppie giornaliere di treni.

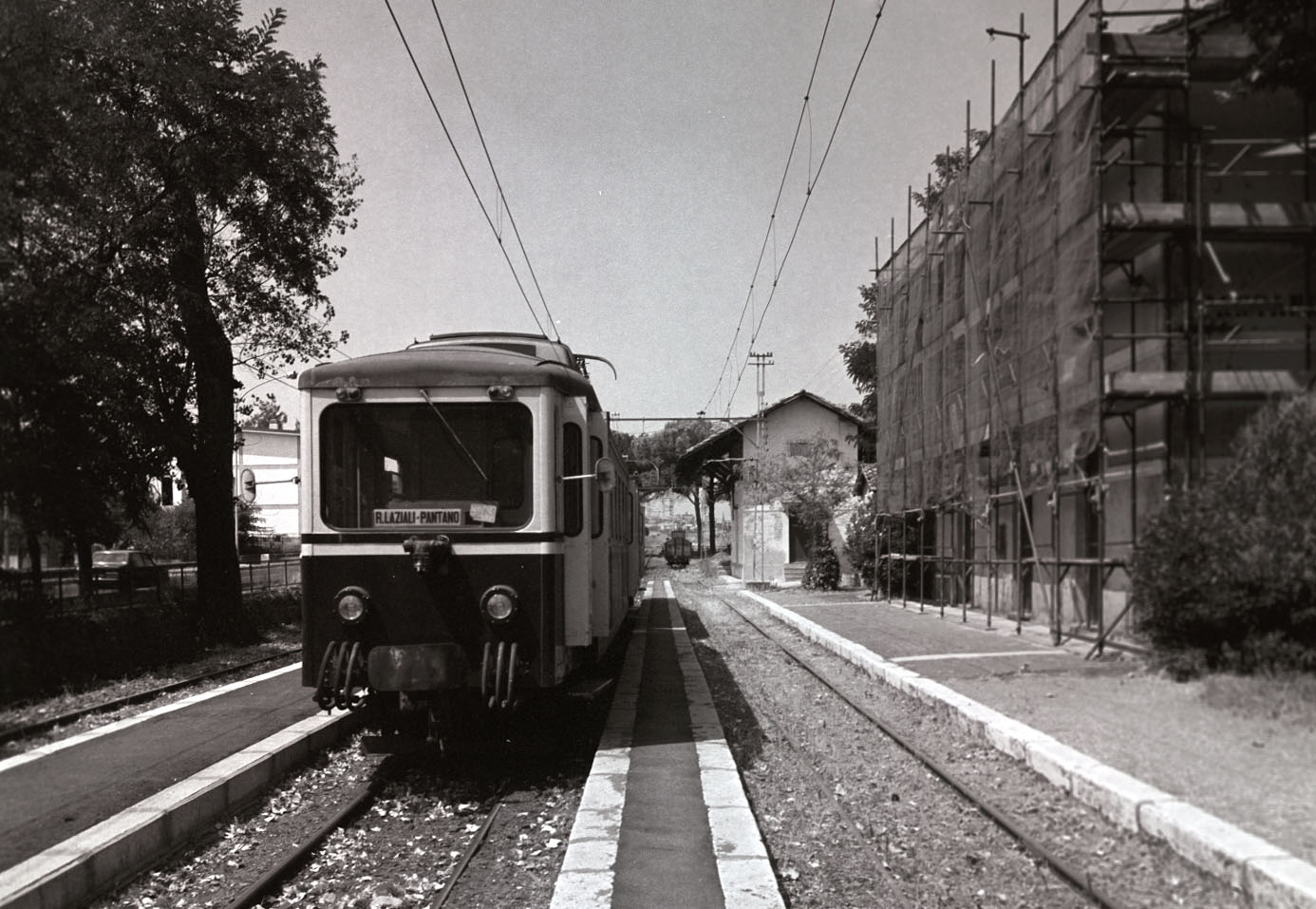
Stazione di Pantano Borghese nel 1988

Tra il 6 maggio e il 14 luglio 1917 furono inaugurate le tratte da Genazzano a Fiuggi Centro (30,8 km) e Fiuggi-Alatri-Frosinone (33 km), con le diramazioni Vico nel Lazio-Guarcino (3,4 km), Fiuggi città-Fiuggi fonte (4,9 km) e Frosinone SFV-Frosinone FF.SS. (2,8 km). Il 13 novembre 1926 fu attivato infine il nuovo tratto urbano Frosinone Madonna della Neve-Frosinone Città e il 28 aprile 1927 la diramazione urbana Centocelle-Piazza dei Mirti a Roma. La lunghezza complessiva della linea, da Roma a Frosinone, era di 137,379 chilometri e la velocità massima ammessa di 40 km/h.

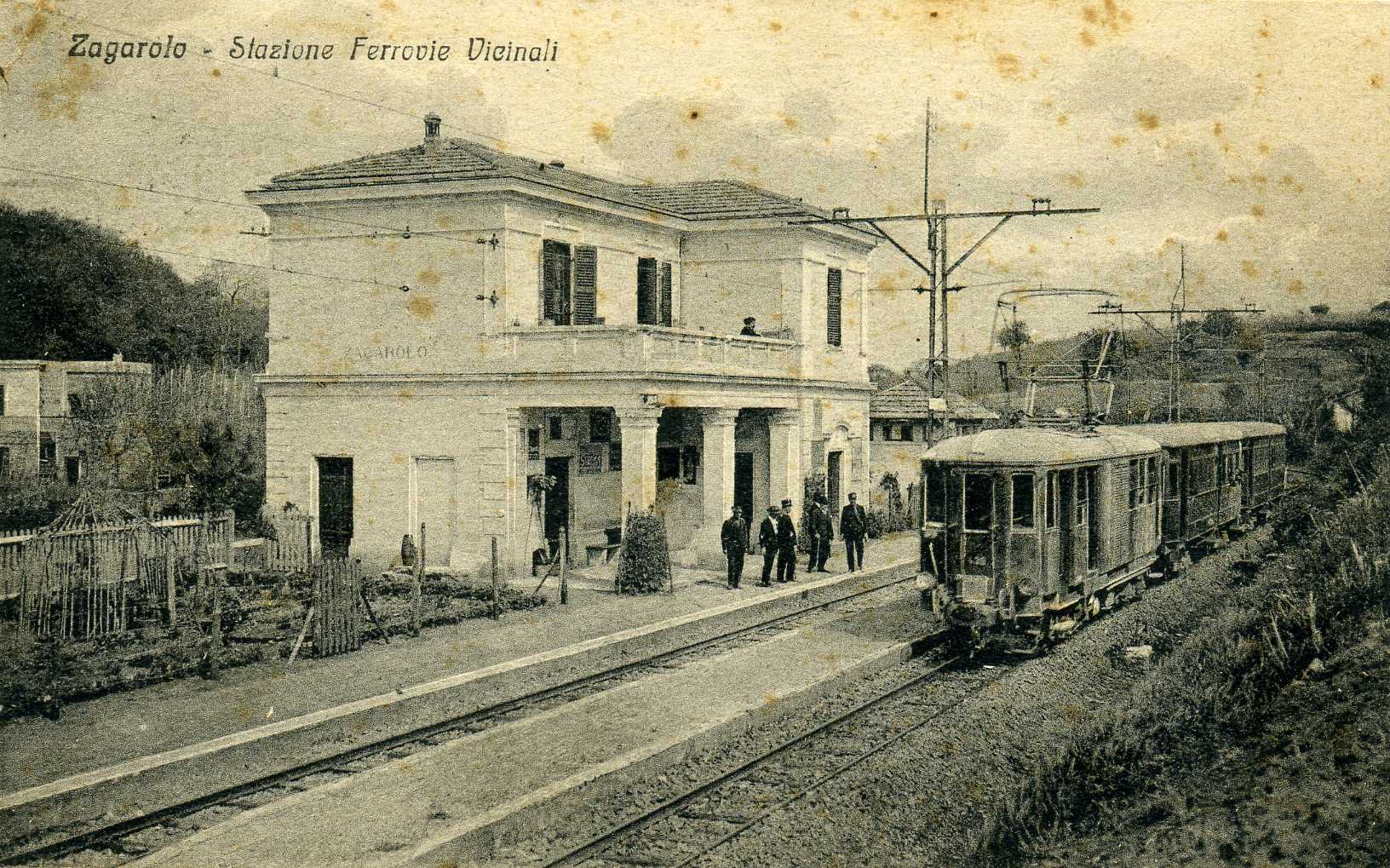
Stazione di Zagarolo Paese nel 1927

Negli anni trenta la ferrovia comincia a sentire la concorrenza delle autolinee dovuta anche al miglioramento della rete viaria; dal 1º luglio 1935 viene sospeso il servizio tra Fiuggi e Frosinone sostituito con autobus che porta anche alla chiusura della diramazione Vico nel Lazio - Guarcino avvenuta il 15 maggio 1936 e dal 1º marzo 1937 viene sospeso il servizio urbano di Frosinone. Sempre nel 1935 viene aperta all'esercizio la fermata di San Bartolomeo, posta tra le stazioni di Palestrina e Cave (al Km 40+850). Nel periodo bellico avvennero alcuni cambiamenti: nel 1940 ci fu il raddoppio del binario tra Centocelle e la nuova stazione di Grotte Celoni e la riattivazione della tratta Fiuggi-Alatri che era stata chiusa cinque anni prima. Il capolinea da questo momento fu quindi Alatri. La tratta Alatri-Frosinone resta chiusa a causa della scarso bacino di utenza.
Il 1º agosto 1941 avvenne un cambio societario: la STEFER, che eserciva la rete delle tranvie dei Castelli Romani, subentrò alla SFV nella gestione della rete Alla fine della guerra si riscontrarono pesanti danni all'armamento. Già nel 1944 il servizio sulla diramazione S. Cesareo-Frascati era stato sospeso, ma la linea non riaprirà più perché gravemente danneggiata dal passaggio del fronte della seconda guerra mondiale. Da allora, e fino alla chiusura lo sviluppo della linea rimarrà di 94,309 chilometri.

### Il dopoguerra

L'elettrotreno 811 a Roma (anni '70)

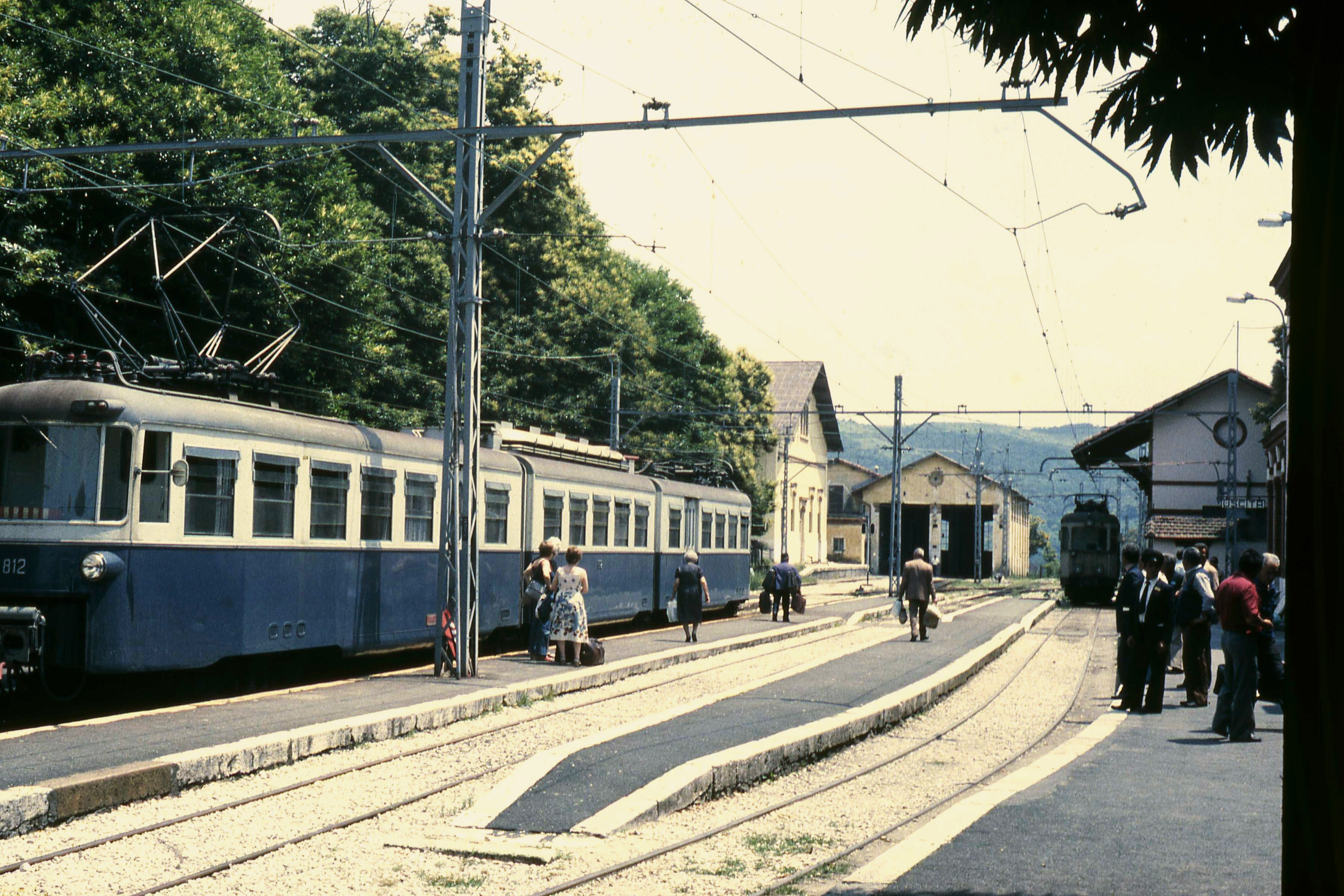
Stazione di Fiuggi nel 1979

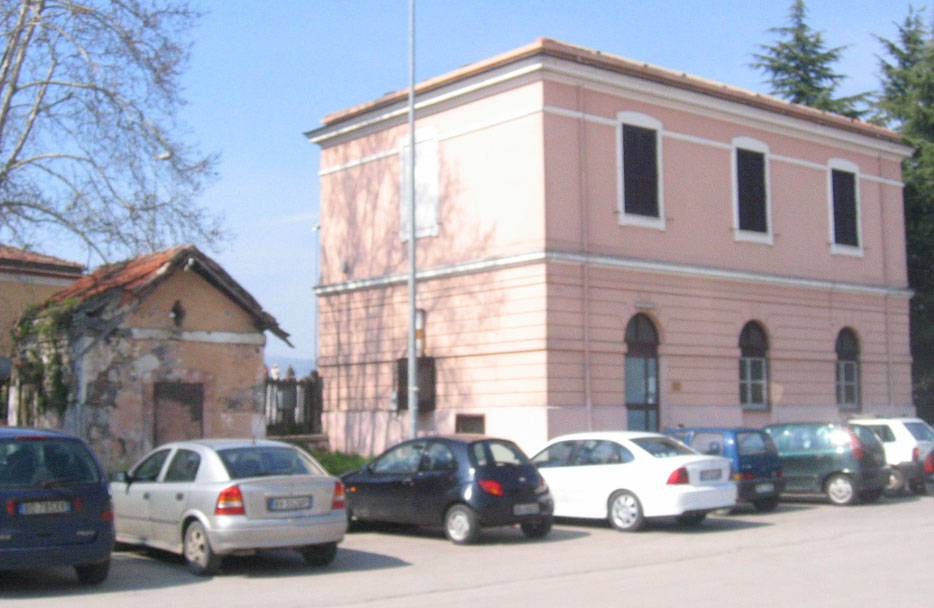
L'edificio dell'ex-stazione di Alatri

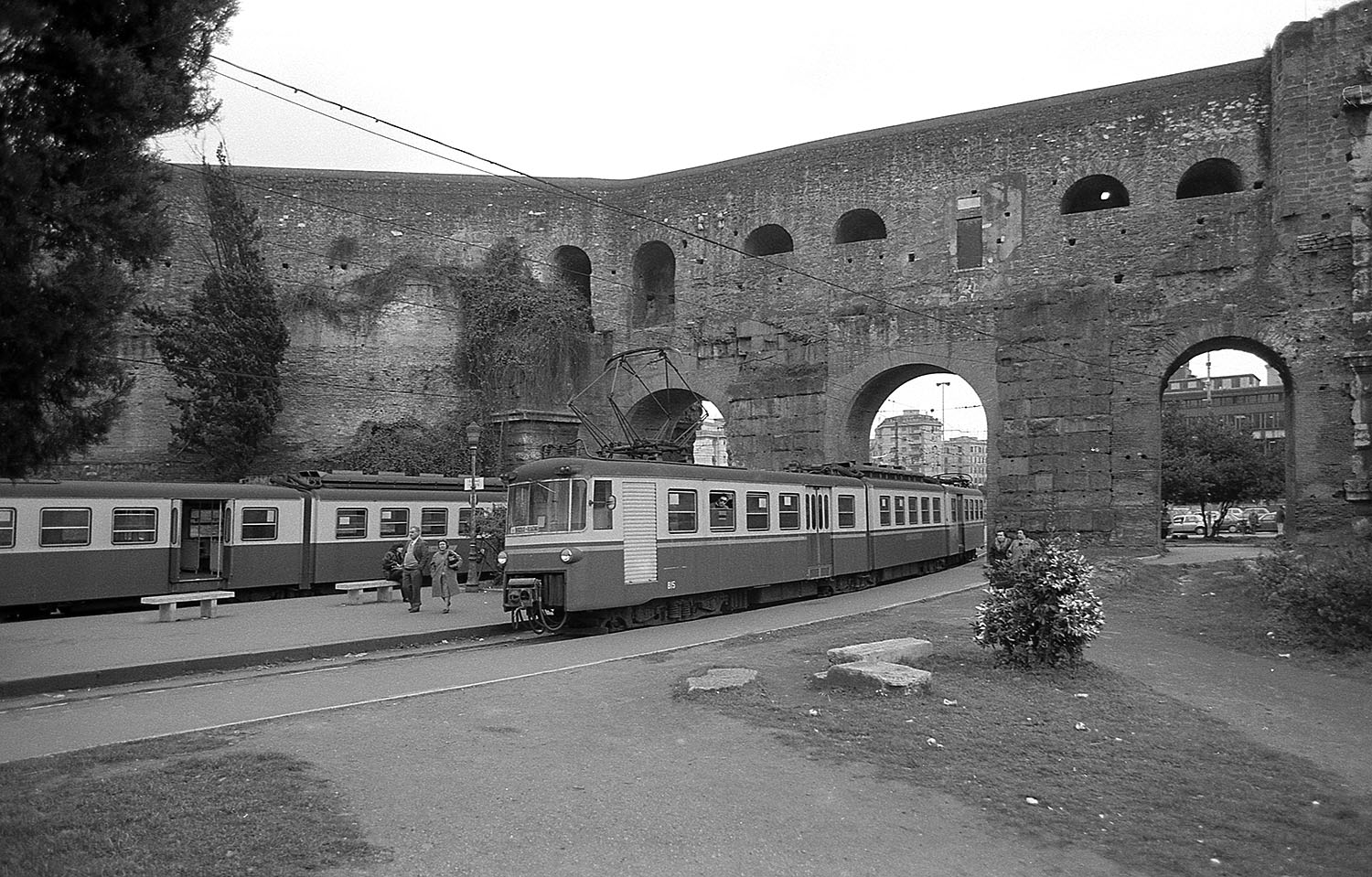
Convogli Stefer a Porta Maggiore nel 1989

Nel 1950 viene aperta la nuova stazione delle Laziali, arretrata rispetto alla originaria, ma questo allontanamento da piazza dei Cinquecento (Stazione Termini F.S.) sarà una delle maggiori cause di perdita di traffico della linea. I viaggiatori in arrivo dovranno percorrere a piedi più di 800 metri per raggiungere piazza dei Cinquecento ove si trovano anche tutti i capolinea dei bus.
Tra gli anni '50 e '60 si riscontra un aumento del traffico merci e passeggeri. Intanto la STEFER acquisisce sei nuovi treni bloccati formati da motrice e rimorchio pilota (motrici 460-462, 470-472 e rimorchi 111-116) per il servizio interurbano. Ma nel 1960 chiude il tratto urbano di Fiuggi. Il decennio 1960-'70 vede il progressivo declino del traffico. Occorreva ammodernare la ferrovia, adeguare gli impianti rettificando un certo numero di curve sulla linea, immettere in servizio nuovo materiale rotabile ma si fece poco o niente: la linea restò quella di origine, che seguiva in tutto o quasi il suo sviluppo le vie Casilina e Prenestina. Nel 1974 tuttavia venne inaugurata la nuova Stazione di Centocelle.
Nel 1976 la STEFER si trasforma in Acotral (Azienda consortile trasporti Lazio), ma le cose non cambiano. Per la precarietà dell'armamento e gli alti costi di gestione il 1º maggio 1978 chiude la tratta Fiuggi-Alatri. La Centocelle-piazza dei Mirti ricostruita nel 1972, è chiusa all'esercizio solo dieci anni dopo, il 15 maggio 1982.
Il 19 aprile del 1980 la natura si accanisce contro il trenino. Un vasto movimento franoso presso Cave divide il servizio a due tronchi, Roma - Palestrina e Genazzano – Fiuggi, con uno scomodo autoservizio sostitutivo via Valmontone. Il 30 ottobre, dopo un'estate di lavori la linea viene ricongiunta e si può tornare a correre tra Roma e Fiuggi.
Nel 1981 hanno inizio lavori di risanamento e sostituzione dell'armamento tra le stazioni di Cave e Fiuggi, e il servizio è limitato a Cave. In questi anni, anche a causa delle precarie condizioni dell'armamento, l'USTIF impone numerosi rallentamenti, anche a 5 km/h su gran parte della linea.
Ad aggravare la situazione ci pensa nuovamente la natura: il 4 novembre 1982 un nuovo movimento franoso, questa volta nei pressi della stazione di Genazzano taglia nuovamente la linea in due impedendo la chiusura temporanea della tratta da Cave a Fiuggi e limitando a quest'ultima città. Nel frattempo l'Acotral decise di potenziare il parco rotabili ormai giunto allo stremo e ordinando alla Firema sette nuovi elettrotreni.
Nei primi mesi del 1983 viene riattivato in via provvisoria il servizio tra Cave e Fiuggi, ma il 16 marzo 1983 la corsa Fiuggi-Roma, effettuata dall'ET801 effettua l'ultimo collegamento sull’intera relazione. Il servizio viene nuovamente limitato alla stazione di Cave in attesa del riassetto definitivo della zona interessata allo smottamento che appare imminente, sebbene ancora non siano stati stanziati i fondi necessari.
Invece del riassetto definitivo, il 26 dicembre 1983 sempre a seguito dell'ennesima frana a Genazzano, viene soppressa anche la tratta tra San Cesareo e Cave chiudendo definitivamente l'esercizio. Dal 27 dicembre dello stesso anno la linea svolge unicamente un servizio a carattere suburbano tra Roma Laziali e San Cesareo, che secondo i progetti doveva diventare il capolinea definitivo della linea con attestamento nell'area della stazione anche delle autolinee extraurbane che percorrevano la Casilina. Della tratta San Cesareo-Fiuggi resta in esercizio il solo tronco da San Cesareo a Zagarolo Scalo per esigenze di servizio, stante la presenza del raccordo con la rete FS.
Il 25 febbraio 1984, una violenta alluvione abbattutasi a Roma spazzò via il binario nei pressi della stazione di Laghetto sull'ultima tratta extraurbana Pantano Borghese-San Cesareo. In attesa dell'inizio dei lavori, il servizio viene limitato alla stazione di Pantano Borghese, ultima stazione del servizio urbano di Roma, mantenendo gli orari fino a San Cesareo. Dopo due anni di sospensione, di cui non c'è stato più ripristino della tratta anche dovuto per furti della catenaria, dal 1986 gli orari vengono cambiati e la linea viene definitivamente attestata a Pantano Borghese in attesa di decisioni di trasformare probabilmente la linea in una metropolitana. Viene definitivamente chiusa la tratta extraurbana, così con la soppressione della tratta Pantano-San Cesareo viene rinominata Roma-Pantano. Il servizio fino a Fiuggi è sostituito da un'autolinea che parte da piazza Cinquecento a Roma Termini.
Nel 1985 arrivano i nuovi elettrotreni del gruppo 820, progettati inizialmente per il servizio extraurbano, vengono modificati in fretta per adattarsi al servizio urbano di Roma.

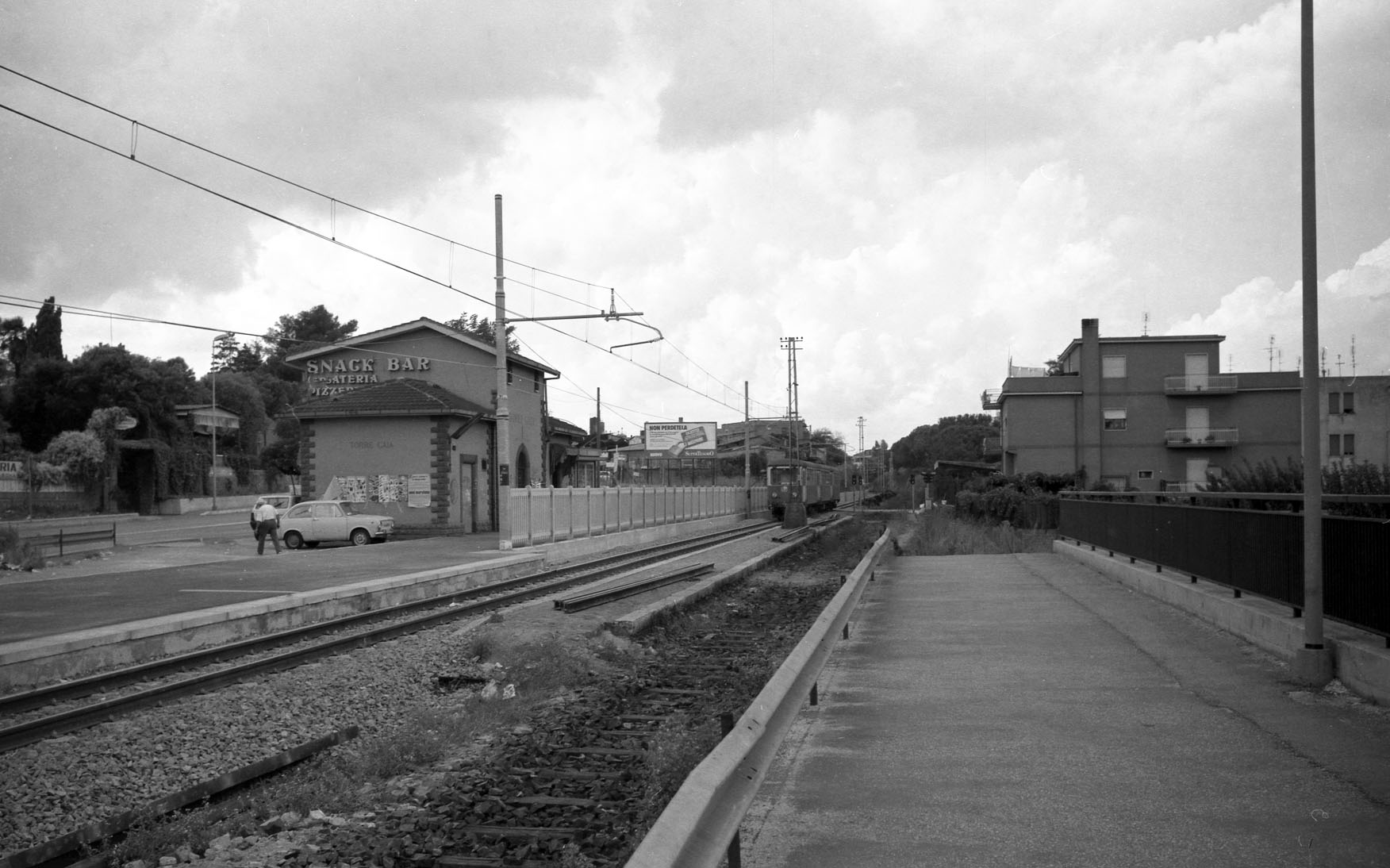
La stazione di Torre Gaia (1988)

Il 20 luglio 1996 la tratta Grotte Celoni-Pantano, ultima rimasta a binario unico, è sospesa per lavori di raddoppio e potenziamento. Il 26 agosto 1999 la tratta Torrenova-Grotte Celoni è sospesa anch'essa per lavori di potenziamento, gli stessi che già interessano la tratta Grotte Celoni-Pantano. La tratta Torrenova-Grotte Celoni viene riaperta il 2 ottobre 2005, mentre la tratta Grotte Celoni-Pantano viene riaperta il 1º marzo 2006; l'intera tratta Torrenova-Pantano, dopo i lavori di potenziamento, si presenta con caratteristiche di metropolitana ed è predisposta per la conversione allo scartamento ordinario, infatti la tratta è utilizzata dalla linea C della metropolitana di Roma.

### Anni 2000

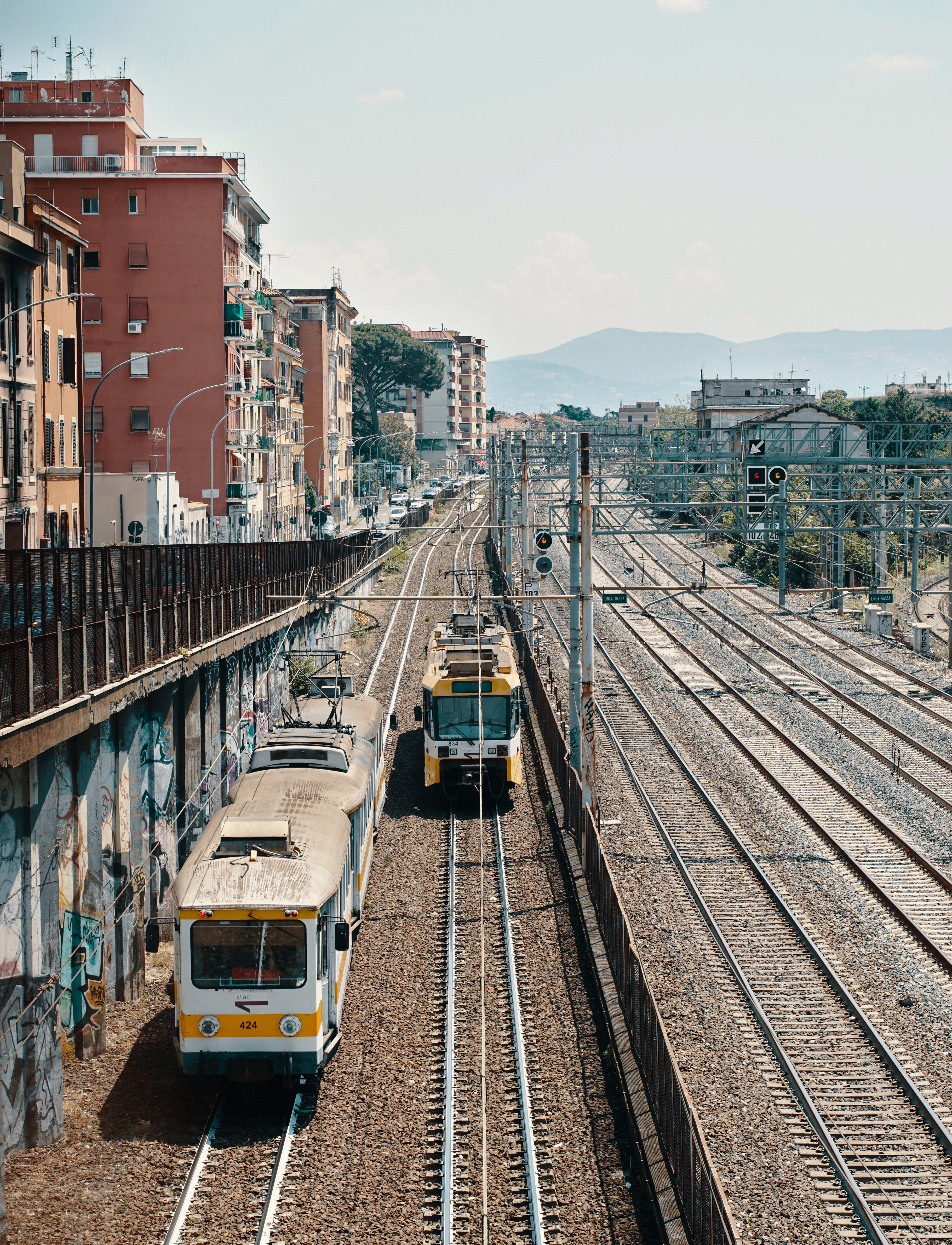
Due convogli urbani si incrociano tra le fermate di Ponte Casilino e Sant'Elena (2021)

Tuttavia poco dopo si decide di realizzare la linea C come metropolitana automatica; pertanto non è più possibile trasformare la tratta da poco aperta, ma è necessario ricostruirla integralmente. Così il 7 luglio 2008 viene chiusa l'intera tratta Giardinetti-Pantano, per ricostruirla integralmente dopo soli due anni dalla sua riapertura. Da questo momento la linea viene ridenominata Roma-Giardinetti.
Il 30 novembre 2009 l'allora assessore comunale alla mobilità del comune di Roma, Sergio Marchi, annunciò che la Roma-Giardinetti sarebbe stata in linea tranviaria e che i lavori sarebbero iniziato dopo il completamento della linea C della metropolitana.
Il 6 luglio 2014 la linea venne interrotta all'altezza dallo scavalco con le linee per Napoli, Frascati, Albano Laziale e Velletri a causa della formazione di una voragine poco dopo l'uscita dalla fermata di Porta Maggiore. Il 23 settembre la circolazione sul tratto sospeso venne ripristinata. Dal 3 agosto 2015 la linea viene limitata temporaneamente alla stazione di Centocelle. Il tratto Centocelle-Giardinetti fu chiuso per la presunta sovrapposizione con la linea C della metropolitana, evento che ha portato a numerosi disagi e disservizi. Diverse le proposte di riattivazione negli anni successivi che però non trovarono alcun seguito.
Nel 2020 sono stati consegnati i progetti definitivi per la trasformazione della ferrovia in metrotranvia di superficie che, con il prolungamento da Laziali alla stazione Termini da una parte e da Giardinetti all'area di Tor Vergata dall'altra, nei quali avrebbero dovuto vedere l'inizio dei lavori a partire dal 2022. A fine 2021 il proprietario dell'infrastruttura diventa Roma Capitale, dopo un iter durato 3 anni.
In vista di questo intervento, nel dicembre 2021 si è deliberato che la proprietà sia trasferita dalla regione Lazio al comune di Roma e che la linea sarebbe stata chiusa nel corso del 2023 in modo da poter iniziare i lavori. A causa del parere contrario della Soprintendenza tali lavori non sono stati avviati; pertanto, la nuova scadenza è entro il 2026, dopo il Giubileo.

## Caratteristiche
| Unknown route-map component "exKBHFa" | Unknown route-map component "d" | Head station | Unknown route-map component "+d" |

| Unknown route-map component "exBHF" | Unknown route-map component "d" | Straight track | Unknown route-map component "+d" |

| Unknown route-map component "KBHFxa" | Unknown route-map component "d" | Straight track | Unknown route-map component "+d" |

| Unknown route-map component "v-HST" | Unknown route-map component "d" | Unknown route-map component "v-STR" |  | Unknown route-map component "exv-ENDEa" |

| Unknown route-map component "STR~L" | Unknown route-map component "exSTRl+4h" + Unknown route-map component "STR~R" | Unknown route-map component "ehKRZa" | Unknown route-map component "exSTRq" | Unknown route-map component "exABZr+r" |

| Unknown route-map component "uCONTgq" + Unknown route-map component "STR~L" | Unknown route-map component "uABZq+lr" + Unknown route-map component "STR~R" | Unknown route-map component "mhKRZe" | Unknown route-map component "uCONTfq" | Unknown route-map component "exDST" |

| Unknown route-map component "d" | Unknown route-map component "d" + Unknown route-map component "HSTeBHF" | Urban straight track | Straight track |  | Unknown route-map component "exSTR" |

| 1+561 |
| 0+00  |

| Unknown route-map component "STR~L" | Unknown route-map component "exSTR3h+l" + Urban straight track + Unknown route-map component "STR~R" | Unknown route-map component "eKRZo" | Unknown route-map component "exSTRq" | Unknown route-map component "exABZgr+r" |

| Unknown route-map component "uCONTgq" + Unknown route-map component "STR~L" | Unknown route-map component "uABZgr+r" + Unknown route-map component "STR~R" | Straight track | Non-passenger head station | Unknown route-map component "exENDEe" |

| Unknown route-map component "cd" | Unknown route-map component "mvSTR" | Unknown route-map component "c" | Unknown route-map component "ABZgl" | Unknown route-map component "ABZqr" | Unknown route-map component "CONTfq" |

| Unknown route-map component "STR~L" | Unknown route-map component "STR~R" + Unknown route-map component "uSTRl" | Unknown route-map component "mhKRZa" | Urban transverse track | Unknown route-map component "uSTR+r" |

| Unknown route-map component "c" + Unknown route-map component "exSTRl" | Unknown route-map component "cd" + Unknown route-map component "vSTR2-" | Unknown route-map component "c" + Unknown route-map component "exdSTRq" | Unknown route-map component "cSTRc3" | Unknown route-map component "ehKRZ" | Unknown route-map component "exSTR2h+r" | Unknown route-map component "exdBS2c3" + Urban straight track |

| Unknown route-map component "cd" | Unknown route-map component "c" + Unknown route-map component "hSTRc2" | Unknown route-map component "dSTRc1" | Unknown route-map component "c" + Unknown route-map component "v-STR+4" | Unknown route-map component "cd" + Unknown route-map component "MSTR3" + Unknown route-map component "hSTR3" |  | Unknown route-map component "emvSTR" |

| Unknown route-map component "cd" | Unknown route-map component "hSTR+1e" | Straight track + Unknown route-map component "hSTRc4" | Unknown route-map component "cd" | Unknown route-map component "exdHST" | Unknown route-map component "udSTR" |

|  | Straight track | Unknown route-map component "PRSl" | Unknown route-map component "exSTR~L" + Unknown route-map component "uKDSTaq" | Unknown route-map component "exSTR~R" + Unknown route-map component "uABZgr+r" |

|  | Straight track | Straight track | Unknown route-map component "exSTR~L" | Unknown route-map component "exSTR~R" + Urban stop on track |

|  | Straight track | Stop on track | Unknown route-map component "exSTR~L" | Unknown route-map component "c" + Unknown route-map component "exSTR~R" + Unknown route-map component "uSTRl" | Unknown route-map component "cd" + Unknown route-map component "ulCONTf@Fq" |

| Unknown route-map component "d" | Straight track | Straight track | Unknown route-map component "d" | Unknown route-map component "exHST" |

| Unknown route-map component "d" | Straight track | Unknown route-map component "eABZg+l" | Unknown route-map component "exdSTRq" | Unknown route-map component "exSTRr" |

|  | Straight track | Stop on track | Unknown route-map component "b" |

| Unknown route-map component "CONTgq" | Unknown route-map component "KRZor+r" | Unknown route-map component "KRZo" | Unknown route-map component "CONTfq" |  |

| Straight track | Stop on track |  |

| Unknown route-map component "dCONTgq" | One way rightward | Straight track | Unknown route-map component "+d" |

| Unknown route-map component "extLSTR" |  | Straight track | Unknown route-map component "b" |

| Unknown route-map component "extSTRe" | Unknown route-map component "exSTRc2" | Unknown route-map component "eABZg3" | Unknown route-map component "b" |

| Unknown route-map component "exSTRo" | Unknown route-map component "exSTR+1" | Stop on track + Unknown route-map component "exSTRc4" | Unknown route-map component "b" |

| Unknown route-map component "exSTRo" | Unknown route-map component "exSTRf" | Stop on track | Unknown route-map component "b" |

| Unknown route-map component "exSTRl" | Unknown route-map component "exKRZ" | Unknown route-map component "eABZg+r" | Unknown route-map component "b" |

| Unknown route-map component "exSTRf" | Unknown route-map component "HSTeBHF" |  |

| Unknown route-map component "exSTRl" | Unknown route-map component "eABZgr+r" |  |

| Stop on track |

| Stop on track |

| Unknown route-map component "d" | Unknown route-map component "vSTR-KDSTa" |

| Unknown route-map component "d" | Unknown route-map component "vÜSTl" |

| Unknown route-map component "d" | Unknown route-map component "vBHF-STR" |

| Unknown route-map component "d" | Unknown route-map component "vSTR-DST" |

| 6+059 |
| 0+000 |

| Unknown route-map component "d" | Unknown route-map component "vÜSTxr" |

|  | Unknown route-map component "STR~L" | Unknown route-map component "STR~R" + Junction both to and from left | Unknown route-map component "ENDE+rxe" |

|  | Unknown route-map component "d" | Unknown route-map component "vSTR-KDSTe" | Unknown route-map component "exv-HST" |

|  | Unknown route-map component "v-STR" | Unknown route-map component "d" | Unknown route-map component "exv-HST" |

|  | Unknown route-map component "v-STR" | Unknown route-map component "d" | Unknown route-map component "exv-HST" |

| Unknown route-map component "b" | Straight track | Unknown route-map component "exdSTRc2" | Unknown route-map component "exABZ23" | Unknown route-map component "d" + Unknown route-map component "utCONT3" + Unknown route-map component "exdSTRc3" |

| Unknown route-map component "b" | Straight track | Unknown route-map component "exdSTR2+1" + Unknown route-map component "exldHST" | Unknown route-map component "utHSTACC+1" + Unknown route-map component "exSTRc1234" | Unknown route-map component "exdSTR3+4" |

| Unknown route-map component "b" | Straight track | Unknown route-map component "exdSTRc1" | Urban tunnel straight track + Unknown route-map component "exSTR1+4" | Unknown route-map component "exdSTRc4" |

| Unknown route-map component "+d" | Small non-passenger station on track | Unknown route-map component "d" | Unknown route-map component "utHSTACC" |

| Unknown route-map component "+d" | Small non-passenger station on track | Unknown route-map component "d" | Urban tunnel straight track |

| Unknown route-map component "+d" | Small non-passenger station on track | Unknown route-map component "d" | Unknown route-map component "utHSTACC" |

| Unknown route-map component "+d" | Small non-passenger station on track | Unknown route-map component "d" | Urban tunnel straight track |

| Unknown route-map component "+d" | Straight track | Unknown route-map component "d" | Unknown route-map component "utHSTACC" |

| Unknown route-map component "+d" | Small non-passenger station on track | Unknown route-map component "d" | Urban tunnel straight track |

| Unknown route-map component "+d" | Small non-passenger station on track | Unknown route-map component "d" | Unknown route-map component "utHSTACC" |

| Unknown route-map component "+d" | Unknown route-map component "SKRZ-Au" | Unknown route-map component "d" | Urban tunnel straight track |

| Unknown route-map component "+d" | Unknown route-map component "KDSTxe" | Unknown route-map component "d" | Urban tunnel straight track |

| Unknown route-map component "+d" | Unknown route-map component "exHST" | Unknown route-map component "d" | Urban tunnel straight track |

| Unknown route-map component "+d" | Unknown route-map component "exHST" | Unknown route-map component "d" | Urban tunnel straight track |

| Unknown route-map component "+d" | Unknown route-map component "exSTR" | Unknown route-map component "d" | Unknown route-map component "utHSTACCe@g" |

|  | Unknown route-map component "exv-STR" | Unknown route-map component "udSTRc2" | Unknown route-map component "uv-STR3" |

|  | Unknown route-map component "exvSTR-" + Unknown route-map component "uvSTR+1-" | Unknown route-map component "udSTRc4" |

| Unknown route-map component "HSTeBHF" + Unknown route-map component "uHSTACC" |

| Unknown route-map component "uHSTACC" |

|  | Unknown route-map component "uemABZg2" | Unknown route-map component "exSTRc3" |

|  | Unknown route-map component "utSTRa@f" + Unknown route-map component "exSTRc1" | Unknown route-map component "exSTR+4" |

| Unknown route-map component "exSTR+l" | Unknown route-map component "uemtTHSTx" | Unknown route-map component "exSTRr" |

| Unknown route-map component "exSTR2" | Unknown route-map component "utSTRe@g" + Unknown route-map component "exSTRc3" |  |

| Unknown route-map component "exSTRc1" | Unknown route-map component "uemABZg+4" |  |

| Unknown route-map component "uHSTACC" |

| Unknown route-map component "uemHST" |

| Unknown route-map component "uemHST" |

| Unknown route-map component "uACC" |

|  | Unknown route-map component "exSTR" + Unknown route-map component "uKRWl" | Unknown route-map component "uKRW+r" |

|  | Unknown route-map component "exSTR" | Unknown route-map component "uHSTACC" |

|  | Unknown route-map component "exSTR" | Unknown route-map component "uHSTACC" |

|  | Unknown route-map component "exBHF" | Unknown route-map component "uhSTRae" |

|  | Unknown route-map component "exSTR" + Unknown route-map component "uKRW+l" | Unknown route-map component "uKRWr" |

| Unknown route-map component "uHSTACC" |

|  | Unknown route-map component "uemABZg2" | Unknown route-map component "exSTRc3" |

|  | Unknown route-map component "utHSTACCa@g" + Unknown route-map component "exSTRc1" | Unknown route-map component "exSTR+4" |

| Unknown route-map component "exSTR+l" | Unknown route-map component "uemtTHSTx" | Unknown route-map component "exSTRr" |

| Unknown route-map component "exSTR2" | Unknown route-map component "utSTRe" + Unknown route-map component "exSTRc3" |  |

| Unknown route-map component "exSTRc1" | Unknown route-map component "uemABZg+4" |  |

|  | Unknown route-map component "exSTR" + Unknown route-map component "uKRWl" | Unknown route-map component "uKRW+r" |

|  | Unknown route-map component "exSTR" | Unknown route-map component "uhHSTACCa" |

|  |  | Unknown route-map component "exSTR" | Unknown route-map component "uhABZg+l" | Unknown route-map component "uKDSTeq" + Unknown route-map component "lhSTRe@gq" |

|  | Unknown route-map component "exBHF" | Unknown route-map component "uhKACCe" |

| Unknown route-map component "exSTR+GRZq" |

| Unknown route-map component "exBHF" |

|  | Unknown route-map component "exABZgl" | Unknown route-map component "exKINTeq" |

| Unknown route-map component "dCONTgq" | Unknown route-map component "STR+r" | Unknown route-map component "exvSTR-" |  |

| Unknown route-map component "dHST" | Unknown route-map component "xBHF" | Unknown route-map component "d" |

| One way leftward | Unknown route-map component "xdKRZo" | Unknown route-map component "STR+r" |

| Unknown route-map component "exdCONTgq" | Unknown route-map component "exvSTR+r-STR" | Straight track |

| Unknown route-map component "d" | Unknown route-map component "exvÜSTxl" | Straight track |

| Unknown route-map component "d" | Unknown route-map component "exvKBHFe-BHF" | Straight track |

| 0+000  |
| 27+708 |

|  | Unknown route-map component "exdSKRZ-Au" | Unknown route-map component "SKRZ-Ao" |

|  | Unknown route-map component "xdKRZc2o" | Unknown route-map component "STR3" |

| Unknown route-map component "dSTRc2" | Unknown route-map component "d-STR3+1" | Unknown route-map component "xdKRZ3+1o-" | Unknown route-map component "STRc4" |

| Unknown route-map component "dCONTgq" | Unknown route-map component "BHFr+1" | Unknown route-map component "exv-SHI2gr" + Unknown route-map component "STRc4" |  |  |

| Unknown route-map component "cd" + Unknown route-map component "exWSL+lq" | Unknown route-map component "c" + Unknown route-map component "exlDST" | Unknown route-map component "exdSTRq" | Unknown route-map component "d" + Unknown route-map component "exABZr+r" | Unknown route-map component "exSTR" |  |  |

| Unknown route-map component "exvSTR-BHF" | Unknown route-map component "d" |

| 0+000  |
| 30+506 |

| Unknown route-map component "exv-SHI2g+r" | Unknown route-map component "d" |

| Unknown route-map component "exSKRZ-G2o" |

| Unknown route-map component "exBHF" |

| Unknown route-map component "exHST" |

| Unknown route-map component "exHST" |

| Unknown route-map component "exSKRZ-G2o" |

| Unknown route-map component "exBHF" |

| Unknown route-map component "exBRÜCKE2" |

| Unknown route-map component "exHST" |

| Unknown route-map component "exTUNNEL1" |

| Unknown route-map component "exhSTRae" |

| Unknown route-map component "exBHF" |

|  | Unknown route-map component "exABZg+l" | Unknown route-map component "exKINTeq" |

| Unknown route-map component "d" | Unknown route-map component "exvSHI2gl-" |

| Unknown route-map component "d" | Unknown route-map component "exvBHF-DST" |

| Unknown route-map component "d" | Unknown route-map component "exvSTR-ENDEe" |

| Unknown route-map component "exBHF" |

| Unknown route-map component "exSTR+GRZq" |

| Unknown route-map component "exBHF" |

| Unknown route-map component "exHST" |

| Unknown route-map component "exBHF" |

| Unknown route-map component "exHST" |

| Unknown route-map component "exBHF" |

| Unknown route-map component "exSTRo" |

| Unknown route-map component "exBHF" |

| Unknown route-map component "exHST" |

| Unknown route-map component "uexKBHFaq" | Unknown route-map component "uexABZmg+r" |  |

| Unknown route-map component "uexBHF" |

| 0+000  |
| 78+131 |

|  | Unknown route-map component "uexABZmgl" | Unknown route-map component "uexKBHFeq" |

| Unknown route-map component "exSTRo" |

| Unknown route-map component "exHST" |

| Unknown route-map component "exHST" |

| Unknown route-map component "exBHF" |

| Unknown route-map component "exHST" |

|  | Unknown route-map component "exABZg+l" | Unknown route-map component "exdKBHFeq" | Unknown route-map component "d" |

| Unknown route-map component "exBHF" |

| 88+353 |
| 0+000  |

| Unknown route-map component "exHST" |

| Unknown route-map component "exBHF" |

| Unknown route-map component "exBHF" |

| Unknown route-map component "exSTRo" |

| Unknown route-map component "exHST" |

| Unknown route-map component "exBHF" |

| Unknown route-map component "exHST" |

| Unknown route-map component "exHST" |

|  | Unknown route-map component "exABZg+l" | Unknown route-map component "exLCONTfq" |

| Unknown route-map component "exSTRc2" | Unknown route-map component "exABZ23" | Unknown route-map component "exSTRc3" |

| Unknown route-map component "exBHF+1" | Unknown route-map component "exSTRc14" | Unknown route-map component "uexBHF+4" |

| Unknown route-map component "exSTR" |  | Unknown route-map component "uexTUNNEL1" |

| Unknown route-map component "exSTR" |  | Unknown route-map component "uexBHF" |

| Unknown route-map component "exSTR" |  | Unknown route-map component "uexTUNNEL1" |

| Unknown route-map component "exSTR" |  | Unknown route-map component "uexBHF" |

| Unknown route-map component "exSTR" | Unknown route-map component "uexKBHF2" | Unknown route-map component "uexSTR+c3" |

| Unknown route-map component "exSTR" | Unknown route-map component "uexSTRc1" | Unknown route-map component "uexABZg+4" |

| Unknown route-map component "exSTR" |  | Unknown route-map component "uexHST" |

| Unknown route-map component "exSTR" |  | Unknown route-map component "uexHST" |

| Unknown route-map component "exSTR" |  | Unknown route-map component "uexHST" |

| Unknown route-map component "exSTRl" | Unknown route-map component "exKSTReq" + Unknown route-map component "uexKBHFaq" + Unknown route-map component "HUBa" | Unknown route-map component "uexSTRr" |

| Unknown route-map component "CONTgq" | Station on transverse track + Unknown route-map component "HUBe" | Unknown route-map component "CONTfq" |

|  | Unknown route-map component "exKBHFa" | Head station |

| Unknown route-map component "b" | Unknown route-map component "exSTR" | One way leftward | Unknown route-map component "CONTfq" |

| Unknown route-map component "exBHF" |

| Unknown route-map component "exHST" |

| Unknown route-map component "exHST" |

| Unknown route-map component "exBHF" |

| Unknown route-map component "exHST" |

| Unknown route-map component "exHST" |

| Unknown route-map component "exTUNNEL1" |

| Unknown route-map component "exHST" |

| Unknown route-map component "exBHF" |

| Unknown route-map component "exHST" |

|  | Unknown route-map component "exvSHI1+l-STR+l" | Unknown route-map component "exCONTfq" |

| Unknown route-map component "exvÜSTxl" |

| Unknown route-map component "exBHFSPLe" |

| 0+000  |
| 27+708 |

| Unknown route-map component "exCONTf" |

### Percorso

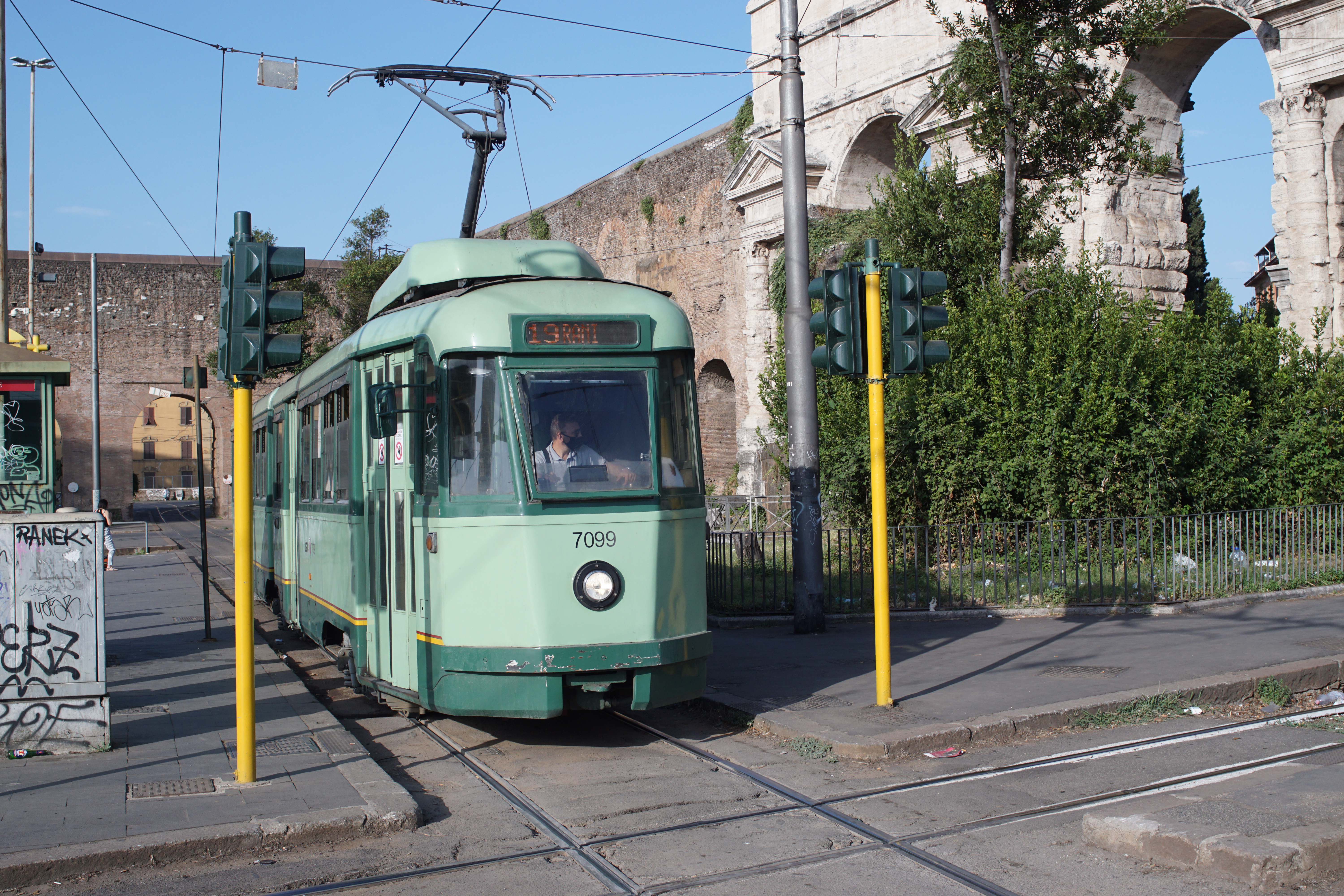
La peculiare intersezione tra la Roma-Fiuggi e la rete tranviaria di Roma presso la fermata Porta Maggiore, regolata da semafori

La stazione di testa, denominata Roma Laziali, si trova in via Giovanni Giolitti, nei pressi della stazione di Roma Termini. La ferrovia originariamente si attestava proprio presso l'ingresso di Termini con una fermata denominata semplicemente "Roma", che però nel 1940, a causa dei lavori di ristrutturazione di Roma Termini, venne soppressa e arretrata di qualche centinaio di metri. In seguito anche quest'ultima stazione venne soppressa e arretrata fino all'altezza di Roma Laziali, che divenne automaticamente il nuovo terminale.
Dal capolinea la linea prosegue in sede riservata lungo via Giolitti, costeggiando chiesa di Santa Bibiana e tempio di Minerva Medica e giungendo a Porta Maggiore, dove la fermata è posta nei pressi dei fornici ricavati nelle mura aureliane. Attraversato a raso piazzale Labicano e le linee tranviarie urbane che lo percorrono, tra le fermate di Porta Maggiore e Ponte Casilino è presente un tratto di binari compenetrati: a causa dell'esiguità dello spazio disponibile, i due tracciati si sovrappongono in parte l'uno nell'altro; a un osservatore esterno il tratto appare a binario semplice, ma le due direzioni d'esercizio rimangono separate. La circolazione dei treni in quel tratto è regolata da segnalamento ferroviario.
Superati i binari compenetrati, la ferrovia prosegue parallela alle linee RFI per Napoli, fino alla fermata di Villini, e successivamente si sposta al centro di via Casilina servendo i quartieri periferici di Torpignattara e Centocelle. Centocelle (capolinea dal 2015) è una stazione a quattro binari, dalla quale fino al 1982 si diramava un'asta a doppio binario in direzione di piazza dei Mirti; questa diramazione percorreva in sede riservata via Tor de' Schiavi, via delle Camelie e via dei Castani. Superate la stazione di Centocelle e la fermata di Togliatti, la linea si sposta sul lato sinistro di via Casilina e attraversa i quartieri di Torre Spaccata e Torre Maura, giungendo infine alla stazione di Giardinetti (capolinea dal 2008 al 2015),posta immediatamente all'esterno del Grande Raccordo Anulare. Il tracciato ferroviario attraversava, quasi completamente a fianco della SS6 Casilina, i quartieri periferici lungo la Casilina fino a Pantano Borghese, piccolo centro tra i colli Albani e i monti Prenestini.
La linea poi piegava a sinistra e, fiancheggiando l'antica via Prenestina, arrivava alla stazione di San Cesareo da dove si staccava il ramo San Cesareo-Frascati. Da San Cesareo la linea, abbandonando la SS6 Casilina per la SS155 di Fiuggi, ripartiva e, dopo il bivio con la diramazione per Zagarolo Scalo, toccava Zagarolo. I grandiosi ruderi dell'acquedotto Claudio accompagnavano il trenino in un tratto in sede propria verso Palestrina (antica Preneste) centro archeologico con i resti del santuario della Fortuna Primigenia.
Da Palestrina la linea ferroviaria, tra tornanti e viadotti sui monti Prenestini, percorreva la valle del fiume Sacco e raggiungeva Cave e Genazzano, ove si trovava uno dei tre depositi della linea (riutilizzato come deposito automezzi COTRAL) proseguendo verso la pianura di Olevano Romano, Paliano e Serrone. La ferrovia accentuava poi la salita e costeggiando valloni con panorama sulla valle del fiume Sacco raggiungeva Fiuggi, l'importante stazione termale già nota all'epoca dei romani, da cui si distaccavano due rami per Fiuggi Fonte e Fiuggi Città. La linea ferroviaria proseguiva quindi verso Torre Cajetani e Trivigliano e raggiungeva Alatri - città conosciuta per l'acropoli e le mura poligonali di epoca preromana - con due brevi tratti in sede propria ed entrava a Frosinone con la stazione Madonna della Neve.
La linea, attraversando due gallerie, arrivava alla stazione di Frosinone Scalo, antistante la stazione di Frosinone delle FS. In seguito al dissesto della volta della galleria Cavalli, nel 1926 viene costruita una variante da Madonna della Neve (nuova stazione) a Frosinone Scalo, senza fermate intermedie. Il tracciato tra il capolinea e la fermata di Sant'Antonio venne utilizzato come servizio urbano (la tratta tra Sant'Antonio e Madonna della Neve vecchia venne abbandonata), per poi costruire il capolinea nord della ferrovia urbana in Piazzale Vittorio Veneto. Sia il servizio extraurbano che quello urbano vennero soppressi nel 1937.

## Materiale rotabile

### Dotazione di origine del 1916
- 10 elettromotrici SFV gruppo 200 (a due motori per servizi locali)
- 10 elettromotrici SFV gruppo 400 (a quattro motori per servizio extraurbano)
- 12 rimorchiate SFV gruppo 010-020 (a due assi per servizi locali ed extraurbano)
- 4 locomotori SFV gruppo 1-4 (bagagliaio)
- Locomotive SFV 1-4 a vapore
- Carri merci a due assi (carro attrezzi)

### Materiale aggiunto nel 1921
- 6 elettromotrici SFV gruppo 430 (a quattro motori per servizio extraurbano)
- 12 rimorchiate SFV gruppo 31-42 (a carrelli per servizio extraurbano)
- 3 locomotori SFV gruppo 11-13 (bagagliaio)

### Materiale del 1927
- 10 elettromotrici SFV gruppo 420 (a quattro motori per servizio urbano)
- 24 rimorchiate SFV gruppo 050-073 (per servizi urbano e locali)
- 3 rimorchiate SFV gruppo 01-03 (ad allestimento speciale per treno rapido)

### Materiale del 1940-41
- 16 rimorchiate SFV gruppi 080 e 100 (per servizio urbano)

### Materiale dal dopoguerra in poi
- 6 treni STEFER gruppo 460-470 a composizione bloccata per servizio extraurbano (1950)
- 10 elettrotreni STEFER gruppi 800 e 810 per servizio extraurbano (1953-1961)
- 3 treni STEFER urbani bloccati
- 16 treni STEFER urbani bloccati (1959-1961)
- 6 elettrotreni per servizio urbano (1987)
- 5 elettrotreni per servizio urbano (1990)
- Materiale proveniente da altre amministrazioni

## Scheda tecnica al 1975

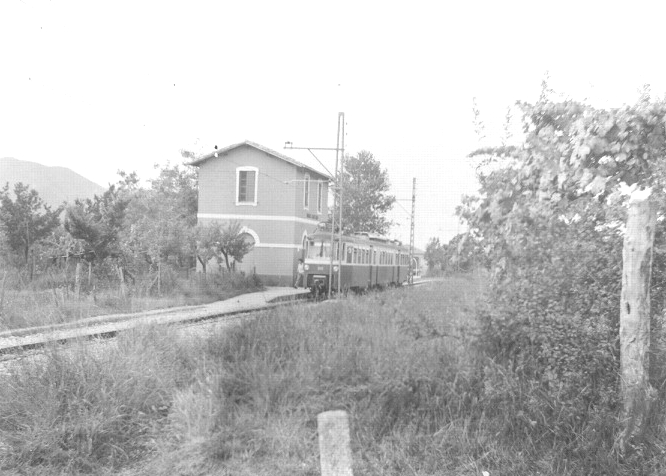
Un trenino effettua fermata a Torre Caietani sulla tratta Fiuggi-Alatri nel 1975

- Lunghezza alla costruzione: 137,379 km
- Lunghezza in esercizio dopo la 2ª guerra mondiale: 94,309 km
- Tratta Roma Laziali-Grotte Celoni: a doppio binario
- Tratta Grotte Celoni-Alatri: a semplice binario
- Scartamento: 0,950 m
- Raggio minimo di curva: 45 m
- Pendenza massima: 60 per mille.
- Tipo di trazione: 1650 Volt a corrente continua
- Armamento: 36 UNI 3141; Vignole FS 27,6 e Phoenix UNI 3142

### Sottostazioni elettriche
Centocelle, Finocchio, S.Cesareo, Palestrina, Genazzano, Piglio, Fiuggi, Vico nel Lazio, Frosinone.

### Segnalamento
- stazioni da Roma Laziali ad Alatri: segnali di protezione e partenza
  - a luci sovrapposte: stazioni di Roma Laziali e Fiuggi
  - a luce fissa-schermo mobile-più aspetti di colore: stazione Centocelle
  - ad ala semaforica: tutte le altre stazioni

### Sistemi di circolazione
- Blocco elettrico automatico a circuiti di binario: tra sottovia Prenestino e ponte Casilino
- Dirigenza Locale con giunto telegrafico: rimanente linea

## Scheda tecnica al 2006
- Lunghezza linea: 17,800 km

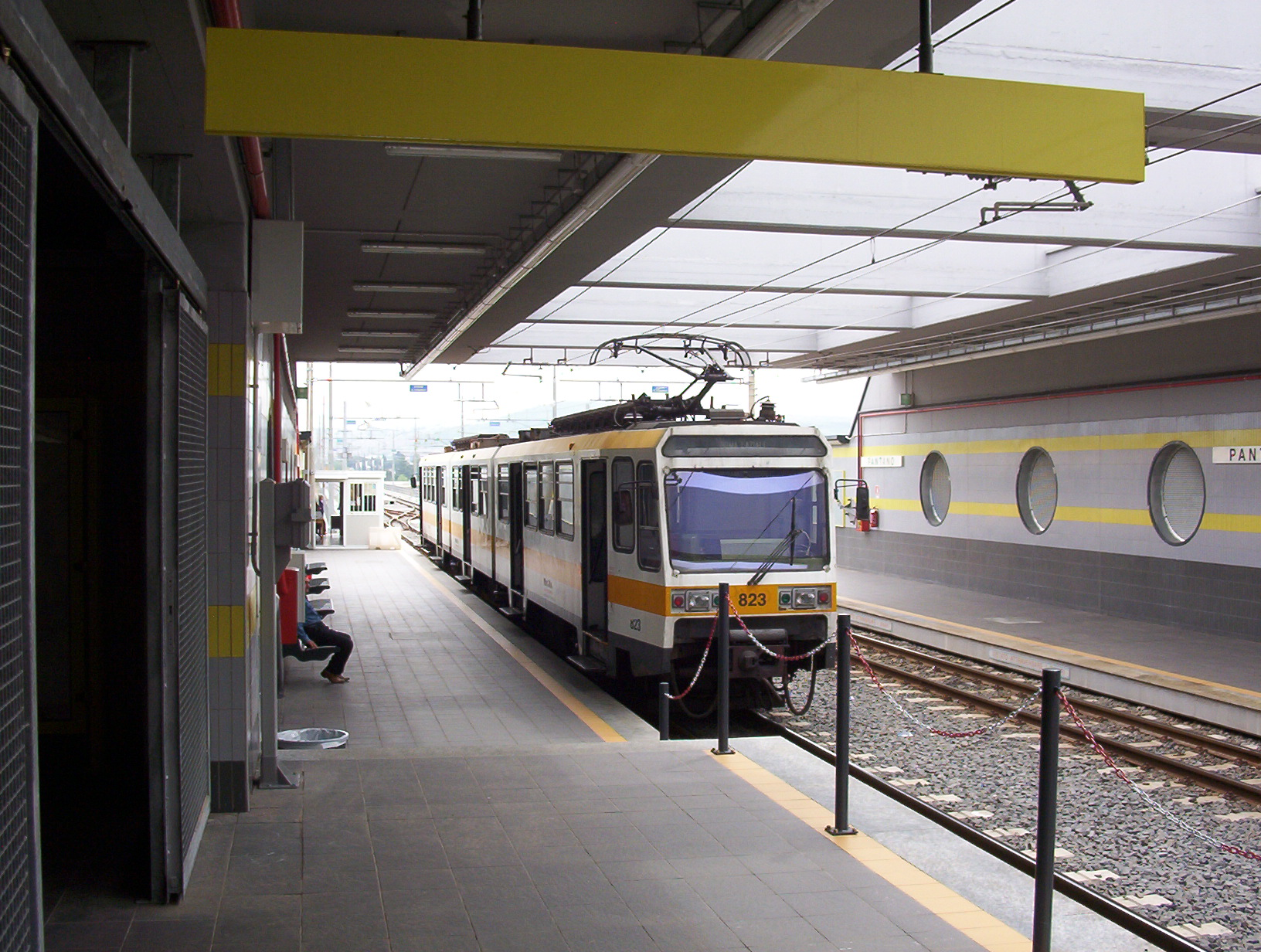
L'elettrotreno 823, costruito dall'Ansaldo Breda nel 1989, in sosta alla nuova stazione di Pantano Borghese nel 2008

- Tratta Roma Laziali-Pantano: a doppio binario
- Proprietà linea: Regione Lazio
- Gestore linea: Met.Ro.
- Classificazione linea: Ferrovia regionale ex concessa
- Scartamento: 0,950 m
- Raggio minimo di curva: 45 m
- Pendenza massima: 60 per mille.
- Tipo di trazione: 1650 V a corrente continua
- Armamento: 36 UNI 3141; Vignole FS 27,6, 50 UNI 3141 e Phoenix UNI 3142

### Tempi di percorrenza
- Da Roma Laziali a Fiuggi (1975): 2,30 h
- Intera tratta Roma Laziali-Pantano (2006): 55 minuti
- Viaggiatori trasportati (1975): 6000 al giorno.
- Viaggiatori medi trasportati (2006): 35000 al giorno